# Badisis ambulans
Badisis ambulans är en tvåvingeart som beskrevs av Mcalpine 1990. Badisis ambulans ingår i släktet Badisis och familjen skridflugor.
Artens utbredningsområde är Western Australia. Inga underarter finns listade i Catalogue of Life.

## Bildgalleri

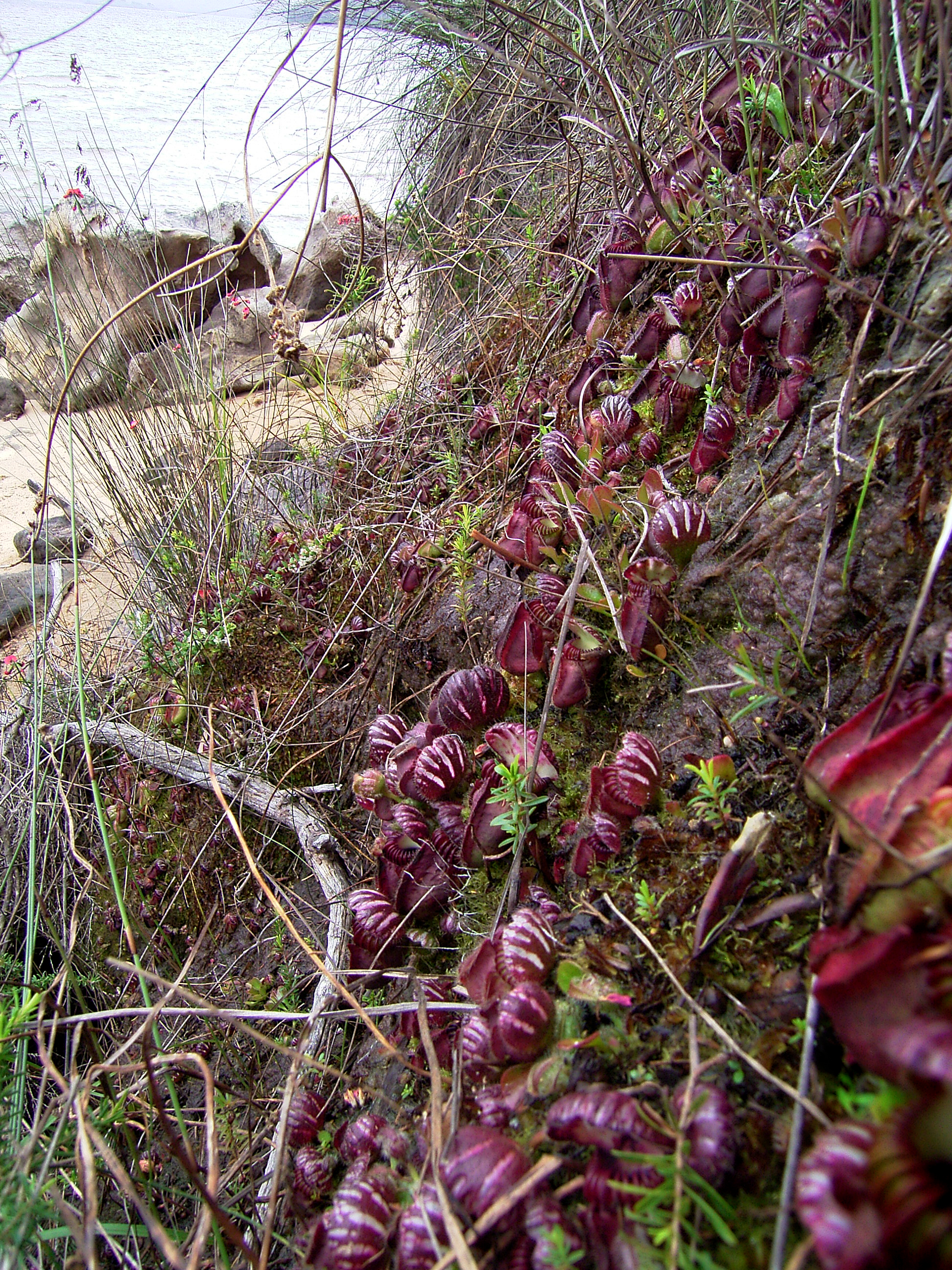
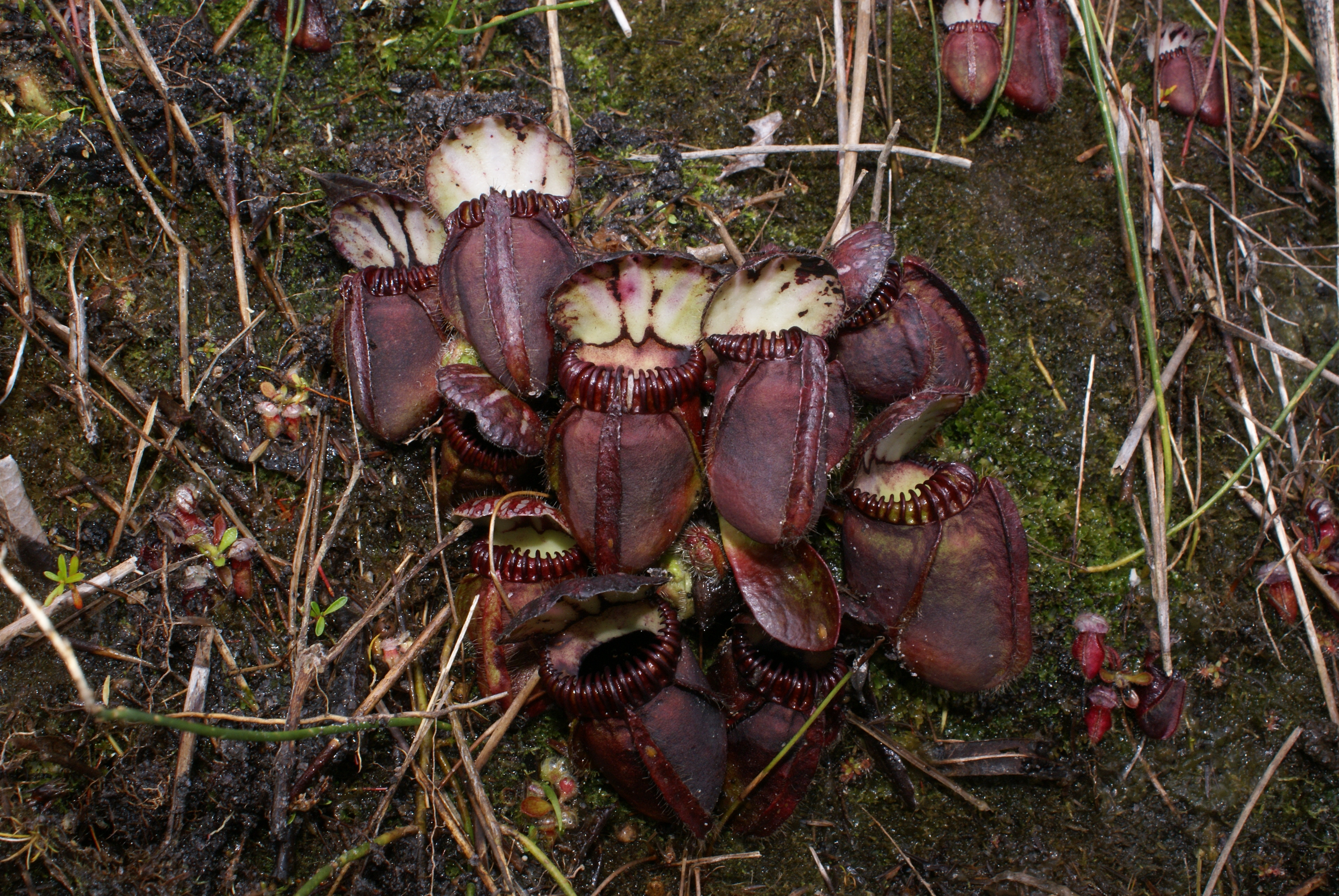